# فرودگاه المیرانت مارکوس برندزینو زار
فرودگاه المیرانت مارکوس برندزینو زار (به انگلیسی: Almirante Marcos A. Zar Airport) (به زبان بومی: Aeropuerto de Trelew - Almirante Marcos A. Zar) یک فرودگاه همگانی و نظامی با کد یاتا REL است که یک باند فرود بتن دارد و طول باند آن ۲۵۶۰ متر است. این فرودگاه در کشور آرژانتین قرار دارد و در ارتفاع ۴۳ متری از سطح دریا واقع شده است.